# Semana Santa in Granada
Die Semana Santa ist eine traditionelle Feier der Karwoche und wurde in Granada im Jahr 2009 zu einer Fiesta de Interés Turístico Internacional (Feier von internationaler touristischer Bedeutung) erklärt. Im Jahr 2017 wurde sie zur spektakulärsten Semana Santa Spaniens gewählt.

## Geschichte

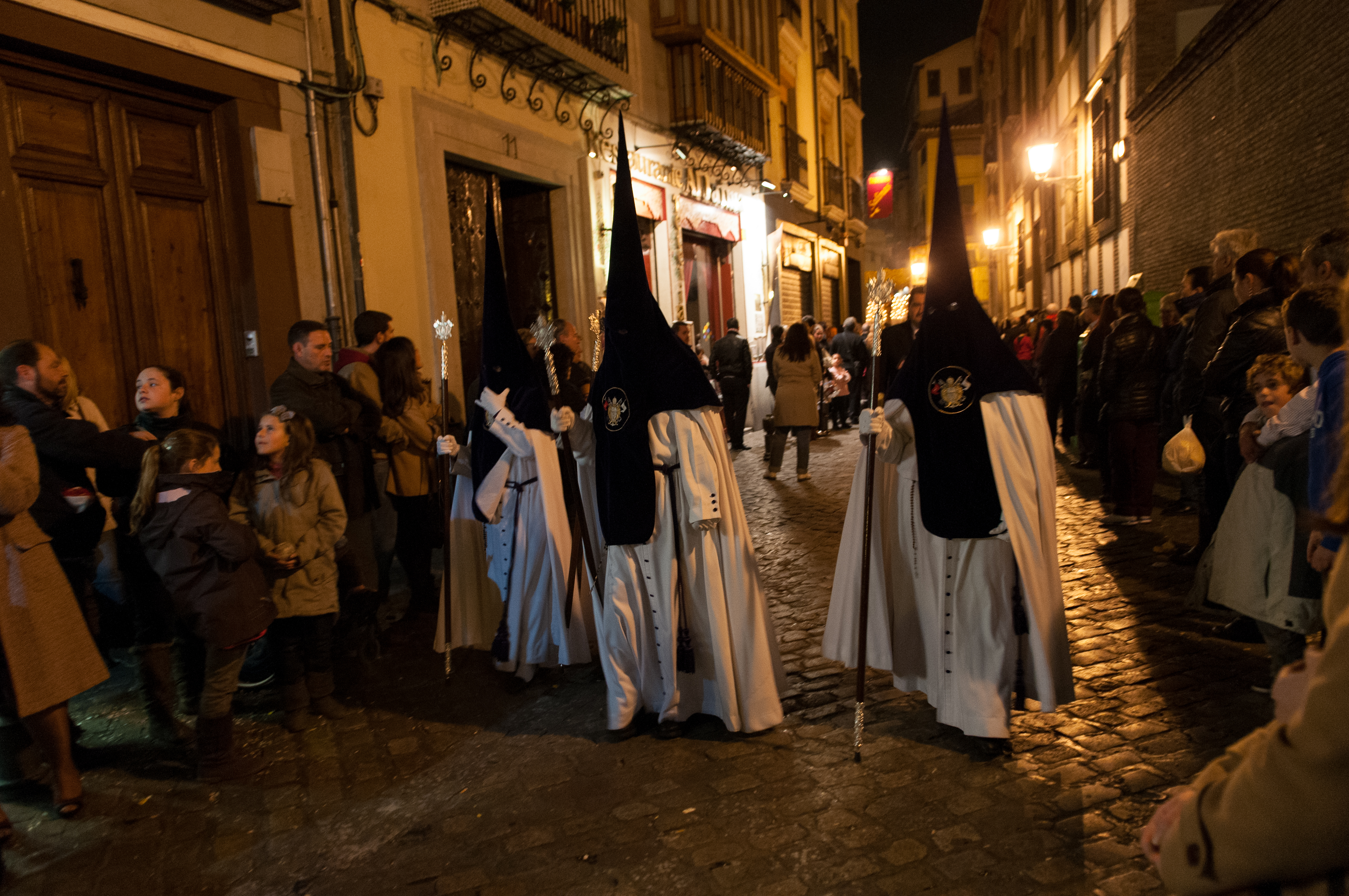
Prozession durch die Innenstadt von Granada.

Die ersten Prozessionen wurden bereits kurz nach der Rückeroberung der Stadt durch die Christen im Jahr 1492 durchgeführt; die aktuelle Ausformung der  Semana Santa Granadas begann zu Beginn des 20. Jahrhunderts und dürfte von Anfang an touristisch geprägt gewesen sein, wie ein kurzer Radiotext von Federico García Lorca von 1936 belegt, in dem er die ernste Karwoche seiner Kindheit heraufbeschwört und meint, im Grunde gibt es keine „heilige Woche“ in Granada – dafür seien die Granadinos zu zurückhaltend.
Der Großteil der Cofradías und Hermandades, die für die Prozessionen verantwortlich sind, wurden nach 1925 gegründet; Ausnahmen bilden die Hermandad de San Augustin, aus dem 17. Jahrhundert, und die Hermandad de las Chías, aus dem 16. Jahrhundert, die manchen als die authentischste Prozession in Granada gilt. Die Chías selbst, vier vermummte, großwüchsige Figuren mit Trompeten, stellen Vertreter der Inquisition dar, die Verurteilten vorausgingen und Almosen für deren Beerdigungen sammelten.